# Elvire Popesco
Elvire Popesco, pseudònim d'Elvira Popescu, fou una actriu i directora d'escena romanesa i francesa, nascuda a Bucarest el 10 de maig de 1894 i morta a París l'11 de desembre de 1993.

## Biografia

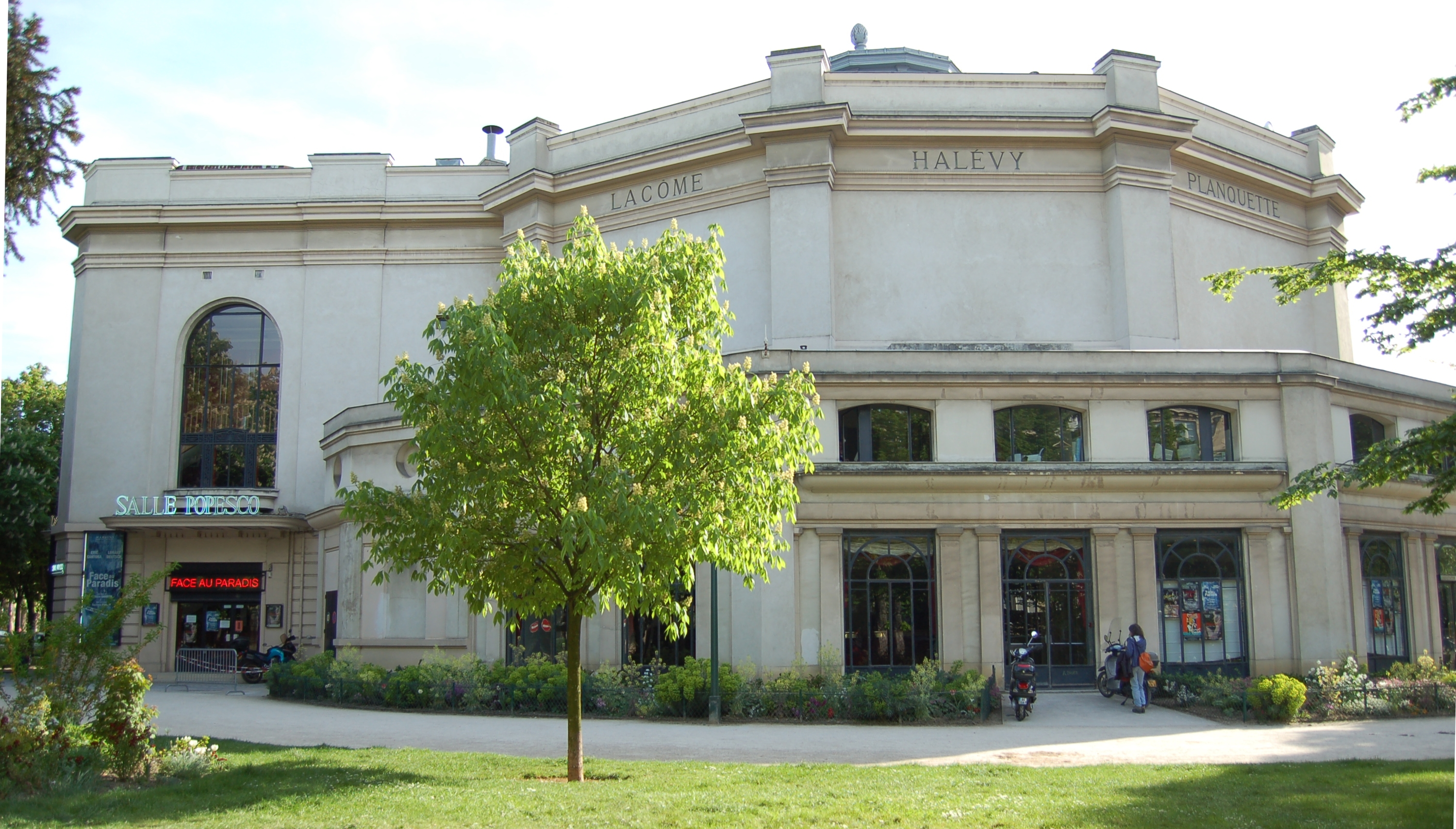
Entrada de la sala Popesco als Camps Elisis

Societària del Teatre Nacional de Bucarest el 1914, actua en algunes pel·lícules mudes, abans de pujar a l'escena parisenca on, des del 1924, l'autenticitat de la seva vena còmica i el seu accent fan ràpidament d'ella un «monstre sagrat» del teatre de bulevard. Intèrpret privilegiada de Louis Verneuil, per a qui interpretarà, entre d'altres, Ma cousine de Varsovie, triomfa igualment a Tovaritch (Jacques Deval, 1933), La Machine infernale (1954), però també en obres de Henri Bernstein i d'André Roussin: Nina (1949), La Mamma (1957) et La Voyante (1971).
Directora del théâtre de Paris (1956-1965), i després del théâtre Marigny, té, al cinema, una carrera menys destacada: La Présidente (Fernand Rivers, 1938), Tricoche et Cacolet (Pierre Colombier, 1938), Ils étaient neuf célibataires (Sacha Guitry, 1939), Paradis perdu (1938) i Austerlitz (Abel Gance, 1959), Plein soleil (René Clément, 1960), etc.
Fou una de les reines del teatre de bulevard durant els anys 1960/1970.
À l'edat de vuitanta-quatre anys, Elvire Popesco repeteix altre cop el seu paper a La Mamma que André Roussin li havia escrit el 1957.
Casada altre cop el setembre de 1939 amb Maximilien Sébastien Foy (1900-1967), esdevé així baronessa i després comtessa Foy, i va continuar vivint a la propietat de Mézy-sur-Seine (la villa Paul Poiret, que havia comprat el 1934), freqüentada pel Tout-Paris.
Va ser guardonada amb el premi "Molière" (1987) a la millor actriu, atorgat per l'Associació d'actors francesos, i el 1989, François Mitterrand li va atorgar la insígnia de comandant de la Legió d'Honor, una de les més altes distincions de l'Estat francès.
Ja a una edat molt avançada, sense perdre l'encant, continuà mantenint obert un saló al seu apartament a l'avinguda Foch, a la qual assistia tota l'alta societat literària i artística, financers i polítics (de tots els colors) de París. André Roussin, Guy de Rothschild, Jacques Chirac, Pierre Cardin, Valéry Giscard d'Estaing, i molts altres estaven entre els que l'observaven i escoltaven embadalits.
Va morir a la venerable edat de 99 anys a París. Està enterrada en una esplèndida tomba de marbre (nº 119, divisió 89) en un carreró lateral, a prop de la sortida del Cementiri del Père-Lachaise a París

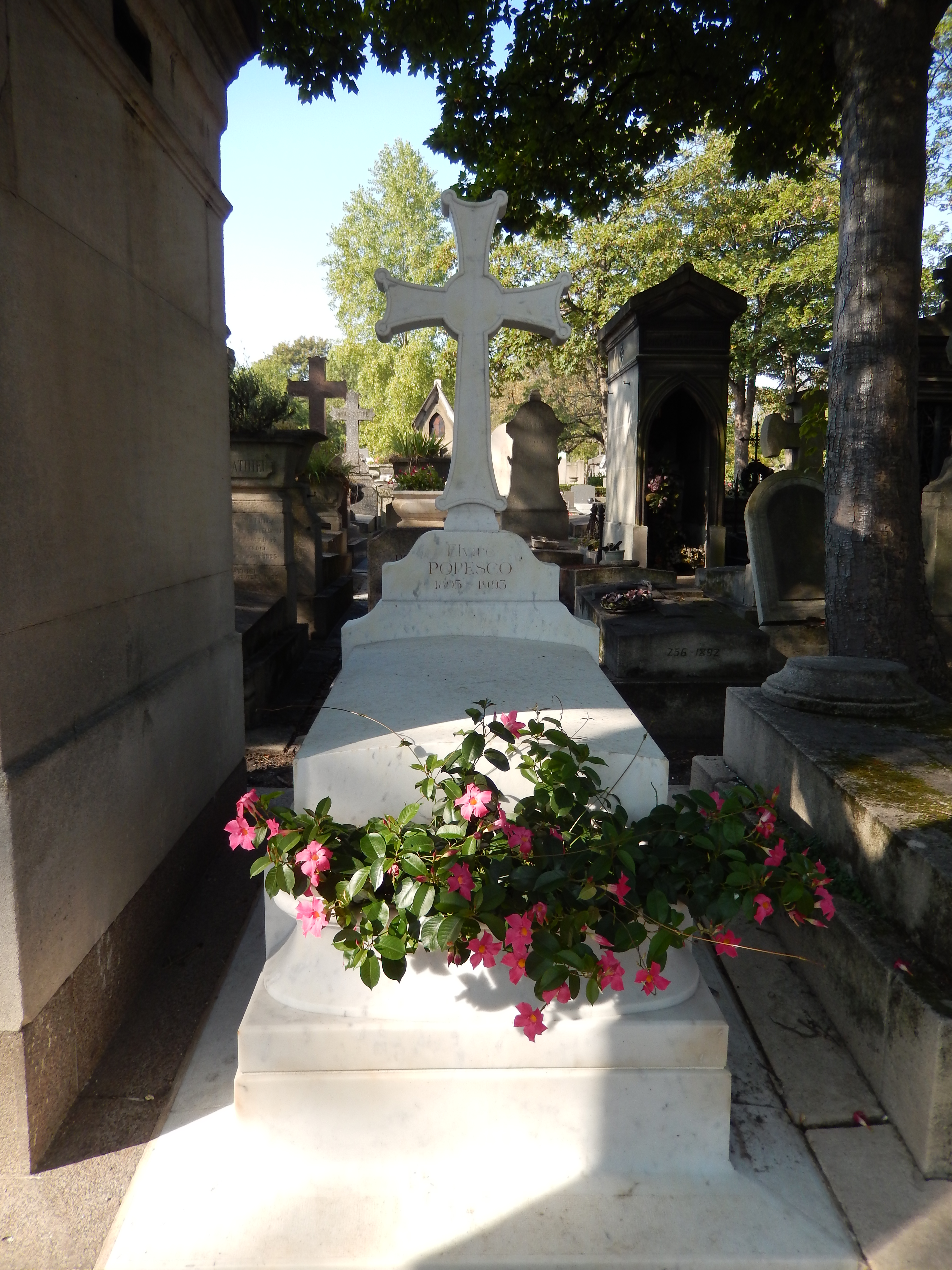
Tomba d'Elvire Popesco (cementeri del Père Lachaise, divisió 85)

Una sala del théâtre Marigny i la sala de cinema de l'Institut français de Romania porten el seu nom.

## Filmografia
La filmografia d'Elvire Popescu abasta un període bastant llarg, des de principis de la dècada del 1920 fins als anys 1970. El pic de la seva activitat cinematogràfica està en un període d'uns 12 anys, 1931 - 1943, seguit d'una revitalització en els anys 1960. Heus aquí una llista cronològicament inversa de la filmografia de l'actriu.
1. "Au théâtre ce soir"
- La voyante (1972) - episodi de televisió, personatge Karma
- La locomotive (1968) - episodi de televisió, personatge Sonia
- La mama (1967) - episodi de televisió, personatge Rosaria

2. Austerlitz (1960), va interpretar el personatge de Laetitia Bonaparte
- La Battaglia di Austerlitz, a Itàlia
- Napoleone ad Austerlitz, a Itàlia
- The Battle of Austerlitz, als Estats Units

3. Plein soleil (1960), va interpretar el personatge de Doamna Popova
- Purple Noon, al Regne Unit i els Estats Units
- Blazing Sun, al Regne Unit
- Delitto in pieno sole, a Itàlia
- Full Sun, a Austràlia, degudament traduïda a l'anglès
- Lust for Evil, als Estats Units, amb un altre títol

4. Fou d'amour (1943), va interpretar el personatge d'Arabella
5. Le Voile bleu (1942), va interpretar el personatge de Mona Lorenza
- The Blue Veil, en països de parla anglesa

6. Frédérica (1942), va interpretar el personatge del mateix nom, Frédérica
7. Mademoiselle Swing (1942), va interpretar el personatge de Sofia
8. L'Âge d'or, (1942), va interpretar el personatge de Véra Termutzki
9. Le valet maître, (1941), va interpretar el personatge d'Antonia
10. Parade en 7 nuits (1941), va interpretar el personatge de Madame
11. Paradis perdu (1940), va interpretar el personatge de Sonia Vorochine
- Four Flights to Love, als Estats Units
- Paradise Lost, al Regne Units

12. L'héritier des Mondésir, va interpretar el personatge de Erika Axelos
- The Mondesir Heir, títol internacional en anglès

13. Le bois sacré, (1939), va interpretar el personatge de Francine Margerie
- Sacred Woods, títol internacional en anglès

14. Ils étaient neuf célibataires (1939), títol internacional en anglès Contesa Stacia Batchefskaïa
- Nine Bachelors, títol internacional en anglès

15. Le veau gras, (1939), va interpretar el personatge de La princesse
16. Darrere la façana (Derrière la façade) (1939), va interpretar el personatge de Madame Rameau
- 32 Rue de Montmartre, França, després de canviar el nom de la pel·lícula

17. Eusèbe député (1939), va interpretar el personatge de Mariska
18. Éducation de prince (1938), va interpretar el personatge de Regina Silistriei
- Bargekeepers Daughter, als Estats Units

19. La Présidente, (1938), va interpretar el personatge de Vérotcha
20. Mon curé chez les riches (1938)
21. Tricoche et Cacolet (1938), va interpretar el personatge de Bernardine Van der Pouf
22. L'homme du jour, (1937), va interpretar el personatge del Mona Talia
- The Man of the Hour

23. À Venise, une nuit (1937), va interpretar el personatge de Nadia
24. Le club des aristocrates, (1937)
25. L'habit vert, (1937), va interpretar el personatge de Duchesse de Malévrier
26. Le Roi, (1936), va interpretar el personatge de Therese Mannix
- The King, als Estats Units

27. La maison d'en face, (1936) 
- The House Across the Street, als Estats Units

28. L'amant de Madame Vidal, (1936)
29. Dora Nelson (1935), va interpretar els personatges de Dora Nelson i Suzanne Verdier
30. Une femme chipée (1934)
31. Sa meilleure cliente (1932)
32. Ma cousine de Varsovie (1931), va interpretar el personatge de Sonia
33. L'Étrangère, (1931), va interpretar el personatge de Miss Clarkson
34. Țigăncușa din iatac (1923)
35. Independența României (1912)